# フエナン
フエナン （Fouesnant）は、フランス、ブルターニュ地域圏、フィニステール県のコミューン。県で最も長い海岸線を誇り、町は多くの観光客や行楽客を魅了している。

## 由来
町のブルトン語名称はFouenantで、『フエン』（fouenn）と発音する。コミューン入口の二カ国後表記にはFouenと転写されている。
名前の意味は不明である。1つの仮説は、ブルトン語の第二部分である-nantが谷と関係することに注目している（現代ブルトン語では、もはや空洞の溝であることを意味しない）。また、最初の音節はブルトン語で乾草を意味するfoennからきていると、言語学者は仮説をたて考えている。公文書をさかのぼっても、フエナン地方が乾草の国であるという記載はこれまでない。
FouenまたはFouennというつづりは間違っていると考えられるが、ブルトン語での実際の発音を考慮すれば利点がある。
古文書において、1022年と1058年にはFuinant、1084年にはPlebs Fuenant、1294年にFoynant、そしてFoenant（1324年と1330年代、1368年）、1382年にはFouesnantと記されていた。

## 地理

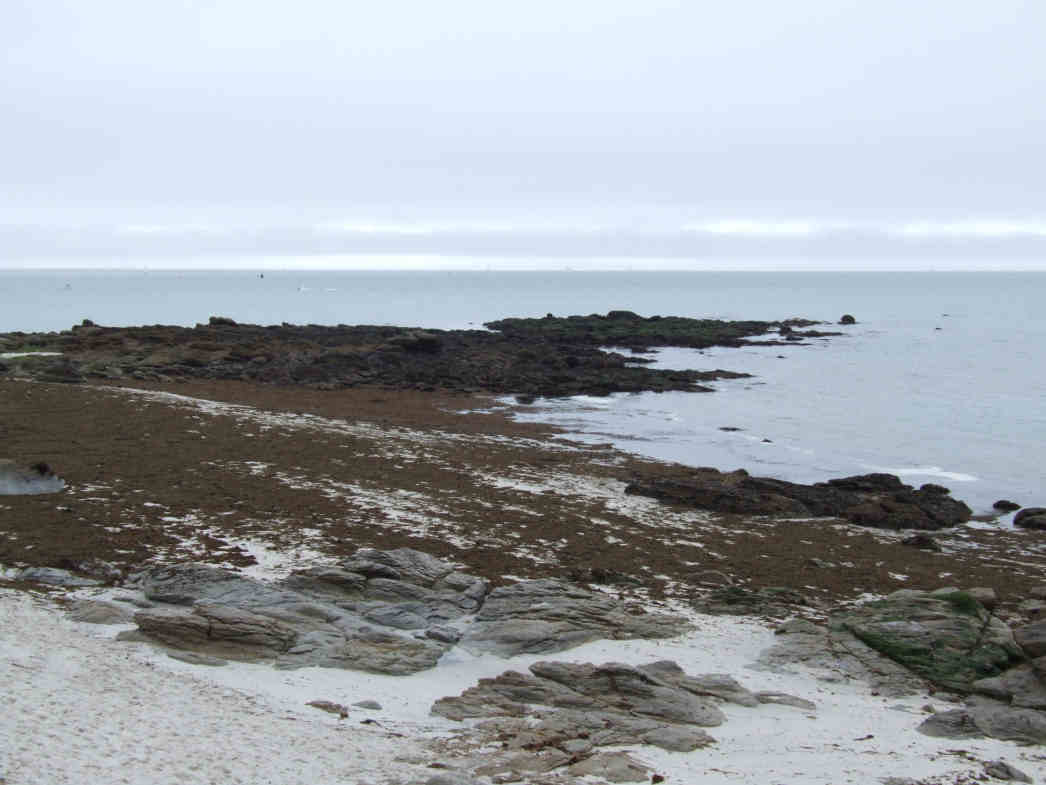
ベグ・メイユ

県南部の沿岸沿いの町であるフエナンは、カンペールの南15km、コンカルノーの西9kmに位置する。コミューンの地勢は適度な丘陵地帯で、海とベノデへ向かう南西の方角へ向かってなだらかである。東はラ・フォレ湾とパンフリックの勾配へ向かって急である。沿岸地帯はさらに異なる景観を持つ。砂浜のコズ岬、ラ・フォレ湾からベグ・メイユ岬の間は切り立った岩の海岸が続く。ベグ・メイユ岬と砂丘はフォレ湾のそばにある。
15km沖合にあるグレナン諸島もフエナンの領域である。
フエナンは、砂浜とベグ・メイユ岬を中心に発展した、観光とリゾートの町である。町はカンペール郊外の都市圏に含まれる。

## 歴史
コミューン内には2箇所のメンヒルがある。1つは内陸に、もう1つはベグ・メイユ岬にある。これらは青銅器時代の終わりから鉄器時代の初頭にかけて、現在のフエナン周囲に人が定住していたことを示している。
Le Dictionnaire des Châteaux forts de Ch. Salchによれば、フエナンには封建時代のモットがあったと示されている。これは11世紀から12世紀に、バイユーのタペストリーに描かれているような塔であったことを意味する。現在でも人工のモットを見ることができるが、塔は破壊されてしまっている。
百年戦争時代、ブルターニュ公ジャン4世の治世最初の頃、フエナンの領主権はイングランド人ロバート・ノリスが所有していた。ベルトラン・デュ・ゲクランはフエナンを占領する勝利のあと、1373年にいとこジャン3世・デュ・ジュシュに町を与えた。この寄贈をシャルル5世も追認した。1382年、ジャン3世はフエナン領主としての権利と称号をジャン4世公へ献上した。
フランス革命中の1792年、フエナンの農民反乱が発生した。
1873年、フエナンの一部が割譲され、ラ・フォレ＝フエナンというコミューンになった。

## 人口統計
| 1962年 | 1968年 | 1975年 | 1982年 | 1990年 | 1999年 | 2006年 | 2010年 |
| ------ | ------ | ------ | ------ | ------ | ------ | ------ | ------ |
| 3758   | 3962   | 4653   | 5239   | 6524   | 8076   | 9716   | 9155   |

参照元:1999年までEHESS、2000年以降INSEE

## 特産品
フエナンで生産されるシードルは、コルヌアイユ地方産のシードル中で最も有名である。フエナンのシードルは1996年以降AOCに指定されている。

## 姉妹都市
- メールブシュ、ドイツ